# Olia Stoichkova
Olia Stoichkova (en búlgaro: Оля Стоичкова; Sofía, 19 de noviembre de 1964) es una deportista búlgara que compitió en remo. Ganó una medalla de bronce en el Campeonato Mundial de Remo de 1987, en la prueba de cuatro con timonel.

## Palmarés internacional
| Campeonato Mundial | Campeonato Mundial     | Campeonato Mundial | Campeonato Mundial |
| Año                | Lugar                  | Medalla            | Prueba             |
| ------------------ | ---------------------- | ------------------ | ------------------ |
| 1987               | Copenhague (Dinamarca) | Medalla de bronce  | Cuatro con timonel |